# Thanatophilus trituberculatus
Thanatophilus trituberculatus es una especie de escarabajo carroñero del género Thanatophilus, categorizada en la tribu Silphini, de la subfamilia Silphinae. Fue descrita por Kirby en 1837.

## Distribución
Se distribuye por Europa: Finlandia, Groenlandia, Rusia y América del Norte: Canadá (Manitoba, Territorios del Noroeste), Estados Unidos de América (Alaska y Míchigan).